# Stefanowo (powiat szamotulski)
Stefanowo – osada w Polsce położona w województwie wielkopolskim, w powiecie szamotulskim, w gminie Pniewy.